# Timbres de Tunisie 2005
 (février 2025).
Motif : Absence de sources secondaires centrées
- Archive Wikiwix
- Bing
- Cairn
- DuckDuckGo
- E. Universalis
- Gallica
- Google
- G. Books
- G. News
- G. Scholar
- Persée
- Qwant
- (zh) Baidu
- (ru) Yandex
- (wd) trouver des œuvres sur Wikidata

| 1. | Préciser le motif de la pose du bandeau. | Précisez le motif de la pose du bandeau en utilisant la syntaxe suivante : {{admissibilité à vérifier\|date=mars 2025\|motif=remplacez ce texte par le motif}}                               |
| 2. | Informer les utilisateurs concernés.     | Pensez à avertir le créateur de l'article, par exemple, en insérant le code ci-dessous sur sa page de discussion : {{subst:avertissement admissibilité à vérifier\|Timbres de Tunisie 2005}} |

Cet article recense les timbres de Tunisie émis en 2005 par la Poste tunisienne.
22 timbres et un carnet de timbres sont émis à treize occasions qui se sont échelonnées entre le 23 janvier et le 22 décembre.

## Légende
Ils portent les mentions suivantes :
- République tunisienne (arabe : الجمهورية التونسية) en français et en arabe sauf la dernière émission de l'année : Tunisie (تونس) en français et en arabe ;
- Postes en français et en arabe ;
- le prénom et le nom du dessinateur en bas à gauche (en français) ;
- Imp. Poste Tunis (en français), signifiant que le timbre est imprimé à l'Imprimerie de la Poste tunisienne, suivi de l'année en bas à droite.

## Valeurs
Leur valeur faciale apparaît en millimes (1 000 millimes équivalent à un dinar tunisien) et exceptionnellement en dinar.
- six timbres ont une valeur faciale de 250 millimes qui correspond au tarif intérieur de la lettre de moins de vingt grammes au « régime ordinaire » ;
- dix timbres de 600 millimes qui correspond au tarif international de la carte postale et de la lettre de moins de vingt grammes pour l'Europe et le monde arabe hors pays de l'Union du Maghreb arabe (Algérie, Libye, Maroc et Mauritanie) ;
- un timbre de 350 millimes ;
- deux timbres de 390 millimes qui correspond au tarif international pour les pays de l'Union du Maghreb arabe de la lettre de moins de vingt grammes et au tarif intérieur de la lettre de moins de vingt grammes au « régime prioritaire » ;
- deux timbres de 1 000 millimes (un dinar) ;
- un timbre de 2 000 millimes (deux dinars).

## Émissions

### Janvier

#### Championnat du monde de handball
Un timbre commémoratif est émis le 23 janvier à l'occasion de l'organisation du 19e championnat du monde masculin de handball 2005 par la Tunisie (23 janvier-6 février). 24 pays des cinq continents y participent. Les épreuves se déroulent sur cinq sites sportifs tunisiens : Radès et El Menzah (dans l'agglomération de Tunis), Nabeul, Sousse et Sfax.
Le timbre, d'un format de 52 x 37 mm, est dessiné par Chokri Chérif. Il représente la silhouette d'un joueur de handball dans une position de tir (sur la droite), le logo de la compétition sportive ainsi que la salle omnisports du complexe sportif de Radès (sur la gauche) et un rayonnement jaune et vert (en arrière-fond).
D'une valeur faciale de 600 millimes, le timbre est émis à 500 000 exemplaires.

### Mars

#### Journée nationale de l'artisanat et de l'habit traditionnel
Une série de quatre timbres est émise le 16 mars à l'occasion de la Journée de l'artisanat et de l'habit traditionnel célébrée chaque année depuis le début de la présidence de Zine el-Abidine Ben Ali :
- un timbre d'une valeur de 250 millimes dessiné par Skander Gader représentant une femme portant la takhlila (habit traditionnel de cérémonie porté par la mariée dans la ville d'Hammam Sousse). Il reprend la tenue quotidienne traditionnelle mais brodée et ornée. En arrière-fond apparaît la ville côtière.
- un timbre d'une valeur de 600 millimes dessiné par Ali Fakhet représentant une femme portant l'habit traditionnel de mariée de la région de Matmata. Il est principalement constitué d'une chemise blanche tissée en coton fin et d'un drap blanc en cotonnade ainsi qu'un drap rouge fait en soie. En arrière-fond apparaît une palmeraie.
- un timbre d'une valeur de 390 millimes dessiné par Rym Zayani Afif représentant une femme portant l'habit traditionnel de fête des îles Kerkennah. Il est constitué d'un pantalon, d'une chemise, d'une jebba et d'un châle rectangulaire couvrant la tête, tissé en laine et teinté en rouge, vert, orangé et noir. En arrière-fond apparaît une plage.
- un timbre d'une valeur de 390 millimes dessiné par Ali Fakhet représentant un homme portant la jebba kermassoud, un habit traditionnel de soie porté lors des cérémonies (en général au printemps ou à l'automne). En arrière-fond apparaît une porte de style architectural arabo-musulman encadrée de colonnes.

Chaque timbre, d'un format de 28 x 41 mm, est émis à 500 000 exemplaires.

### Avril

#### Sommet mondial sur la société de l'information (SMSI)
Un timbre est émis le 7 avril à l'annonce de la tenue de la deuxième phase du Sommet mondial sur la société de l'information (SMSI) du 16 au 18 novembre à Tunis.
Le timbre, dessiné par Chokri Chérif, représente le logo, le nom du sommet en arabe, français et anglais et les dates du sommet sur un fond où figurent la surface terrestre au niveau de la Tunisie et un ciel alvéolaire lumineux.

### Mai

#### Sculptures des époques puniques et romaines

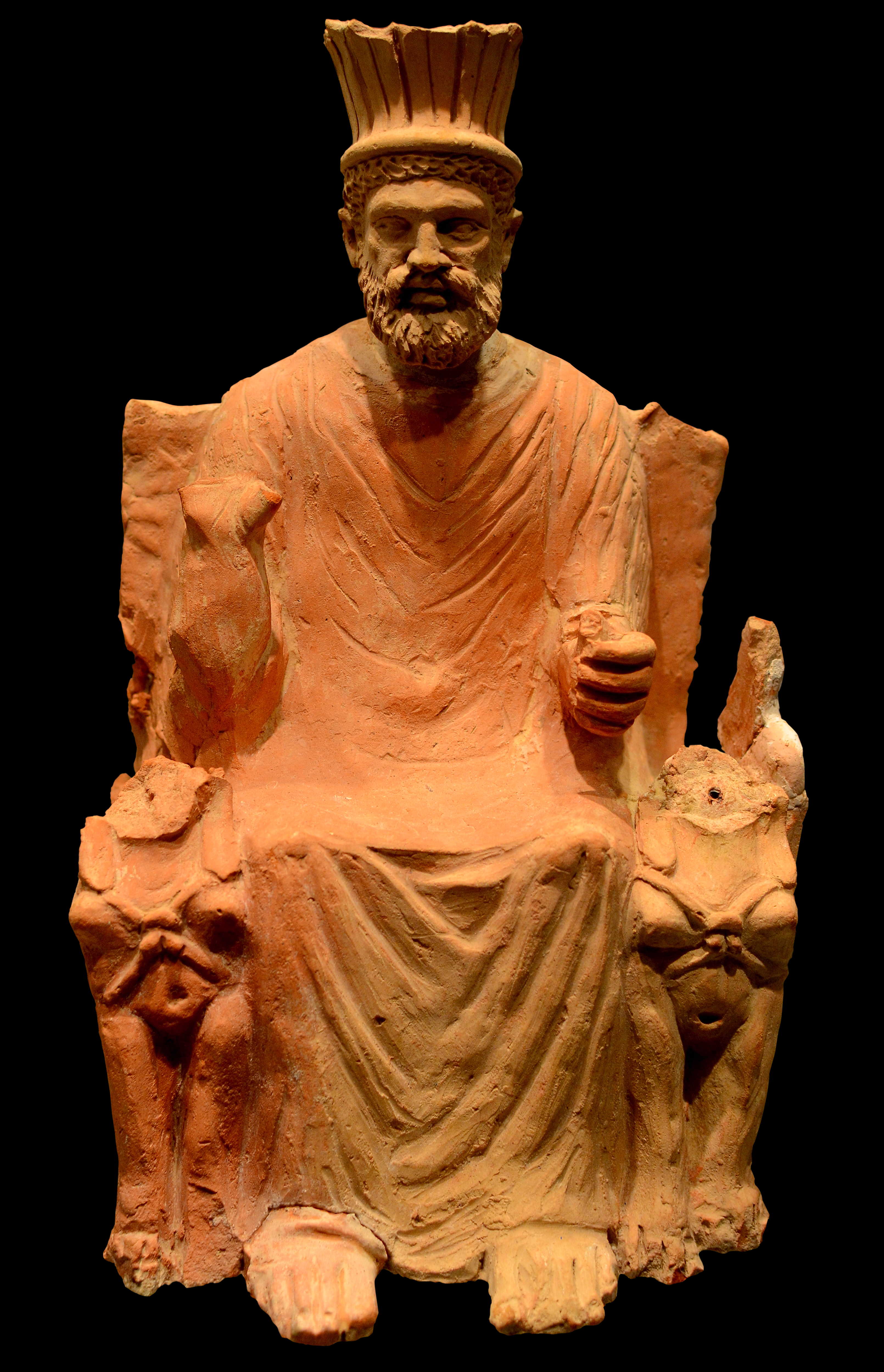
Statue de Ba'al Hammon au musée national du Bardo.

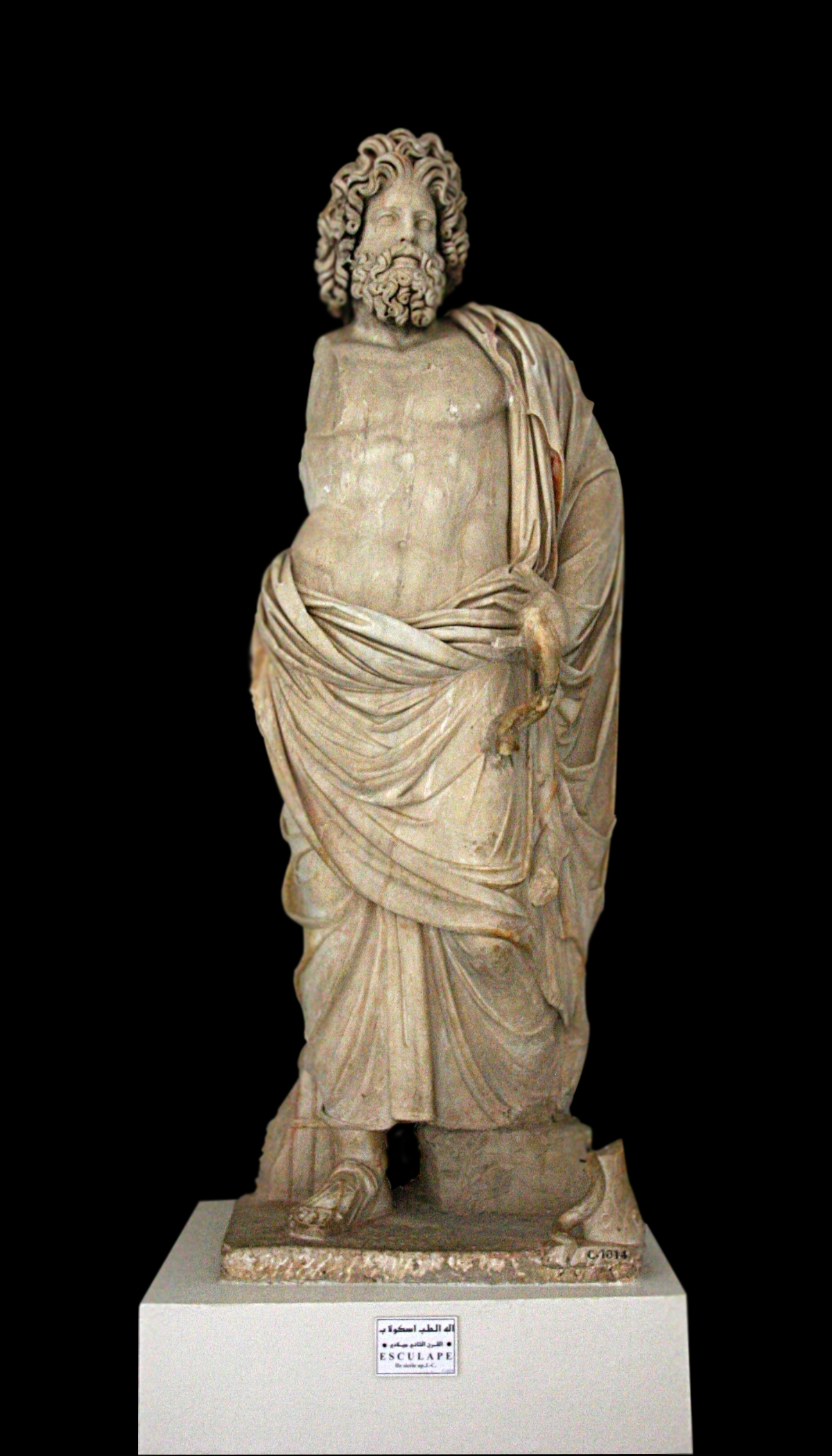
Statue d'Esculape au musée national du Bardo.

Une série de quatre timbres représentant des sculptures des époques punique et romaine est émise le 18 mai. Ces timbres reprennent des photographies de pièces archéologiques exposées dans des musées tunisiens :
- un timbre d'une valeur de 600 millimes représentant un masque féminin carthaginois en terre cuite dit Protomé, daté entre le VIe et le IVe siècle av. J.-C., découvert sur le site archéologique de Carthage et conservé au musée national du Bardo.
- un timbre d'une valeur de 1 000 millimes représentant une statue en terre cuite du dieu carthaginois Ba'al Hammon assis sur un trône à dossier entre deux sphinx ailés. Elle est découverte dans un temple près de la localité de Bir Bouregba, est conservée au musée national du Bardo et date du Ier siècle.
- un timbre d'une valeur de 250 millimes représentant une statue en marbre du dieu romain Esculape, datée du IIIe ou IIe siècle av. J.-C., découverte dans un temple sur le site archéologique de Bulla Regia et conservée au musée national du Bardo.
- un timbre d'une valeur de 250 millimes représentant une statue en demi ronde bosse d'une femme symbolisant la victoire, datée du IIe siècle av. J.-C. et conservée au musée national de Carthage.

Chaque timbre, d'un format de 36 x 36 mm, est émis à 500 000 exemplaires.

#### Journée mondiale sans tabac
Un timbre est émis le 31 mai à l'occasion de la Journée mondiale sans tabac instituée par l'Organisation mondiale de la santé.
Le timbre, dessiné par Abdelmajid Ayed, représente un personnage, dont la tête a la forme d'un globe terrestre, qui refuse énergiquement un paquet de cigarettes que lui tend une main symbolisant celle de la mort.
Le timbre, d'une valeur de 250 millimes et d'un format de 52 x 37 mm, est émis à 200 000 exemplaires.

### Juin

#### Centenaire du Rotary International
Un timbre est émis le 22 juin à l'occasion du centenaire de la fondation de l'association du Rotary International qui est présente dans 172 pays du monde. 23 clubs existent en Tunisie et rassemblent 420 membres.
Le timbre, dessiné par Skander Gader, représente le symbole du Rotary, une roue crénelée jaune-or et bleue surmontant deux mains (celle d'un adulte et celle d'un enfant) sur le point de se serrer. Un drapeau tunisien rappelle la dimension nationale de cet événement fréquemment célébré par la philatélie au niveau mondial.
Ce timbre, de format de 28 x 41 mm, est émis à 500 000 exemplaires.

### Juillet

#### Année internationale du sport
Un timbre est émis le 1er juillet à l'occasion de la célébration de l'Année internationale du sport et de l'éducation physique décrétée par l'Assemblée générale des Nations unies sur la base d'une proposition de la Tunisie.
Ce timbre, dessiné par Chokri Chérif, représente un jeune homme et une jeune femme courant dans un même élan ascendant, lui, tenant une longue branche d'olivier, elle, une fleur. En arrière-fond apparaît une sphère sur laquelle sont inscrits le logo et la ligne de gratte-ciel symbolisant New York où se situe l'Assemblée générale. Le profil de la Tunisie est dessiné sur la partie gauche.
Le timbre, d'une valeur de 600 millimes et d'un format de 28 x 41 mm, est émis à 500 000 exemplaires.

### Septembre

#### 37econférencemondiale du scoutisme
Un timbre, d'une valeur de 600 millimes, est émis le 5 septembre à l'occasion de la tenue à Tunis de la 37e conférence mondiale du scoutisme international (5-9 septembre). Cette manifestation se tient un an avant la célébration du centenaire du mouvement scout international et pour la première fois dans un pays arabe.
Le timbre, dessiné par Skander Gader, représente les logos du mouvement scout tunisien et du scoutisme. De plus, la Tunisie est rappelée par le drapeau inscrit dans le chiffre 7 (compris dans 37), la main prophylactique dite « de Fatima », le profil du pays et la mention de la Tunisie comme pays organisateur. Un jeune scout apparaît pour inviter les scouts du monde entier à participer à la conférence.
Ce timbre, d'un format de 28 x 41 mm, est émis à 200 000 exemplaires.

### Octobre

#### Année mondiale de la physique
Un timbre, d'une valeur de 2 000 millimes, est émis le 15 octobre pour commémorer l'Année mondiale de la physique décrétée par l'ONU et qui coïncide avec le centenaire de la découverte par Albert Einstein de la théorie de la relativité.
Le timbre, dessiné par Skander Gader, rappelle l'évènement en arabe, français et anglais et évoque les principales théories de la physique par des dessins ou des formules.
Ce timbre, d'un format de 52 x 37 mm, est émis à 300 000 exemplaires.

### Novembre

#### 18eanniversairedu Changement
Un timbre, d'une valeur de 250 millimes, est émis le 8 novembre — le 7 novembre étant un jour férié en Tunisie — à l'occasion du 18e anniversaire du début de la présidence de Zine el-Abidine Ben Ali.
Le timbre, dessiné par Mokhtar Ben Boubaker, représente le nombre 18 stylisé formé d'un cercle contenant la sphère terrestre (portée supposée universelle de cet événement) et d'un cercle montrant une jeune fille pianotant à l'ordinateur avec un livre ouvert à ses côtés (portée supposée futuriste et intellectuelle de cet évènement). Une couronne de lauriers inscrite dans le chiffre 1 « associe à la gloire » le régime politique tunisien né le 7 novembre 1987, tandis que le sol sillonné évoque les « avancées fécondes » de ces 18 années.
Ce timbre, d'un format de 52 x 37 mm, est émis à 200 000 exemplaires.

#### Sommet mondial sur la société de l'information (SMSI)
Un timbre, d'une valeur de 600 millimes, est émis le 12 novembre à l'occasion de la tenue du Sommet mondial sur la société de l'information. Il fait suite à celui émis le 7 avril qui annonçait le SMSI.
Le timbre, dessiné par Chokri Chérif, représente la Tunisie sur un planisphère vers laquelle convergent cinq flèches (cinq continents) entourées des logos du SMSI et de son organisation à Tunis. Le SMSI, ainsi que les dates sont exprimées en arabe, français et anglais.
Ce timbre, d'un format de 52 x 27 mm, est émis à 300 000 exemplaires.

### Décembre

#### Anniversaire de la Déclaration universelle des droits de l'homme
Un timbre, d'une valeur de 350 millimes, est émis le 10 décembre à l'occasion du 57e anniversaire de la Déclaration universelle des droits de l'homme.
Ce timbre, dessiné par Ahmed Fekih, représente un globe terrestre sur lequel sont imprimées deux mains reliées entre elles (une noire et une blanche pour montrer la fraternité entre les peuples), une couronne de lauriers évoquant l'ONU et une flamme.
Le timbre, d'un format de 52 x 37 mm, est émis à un million d'exemplaires.

#### Plantes médicinales

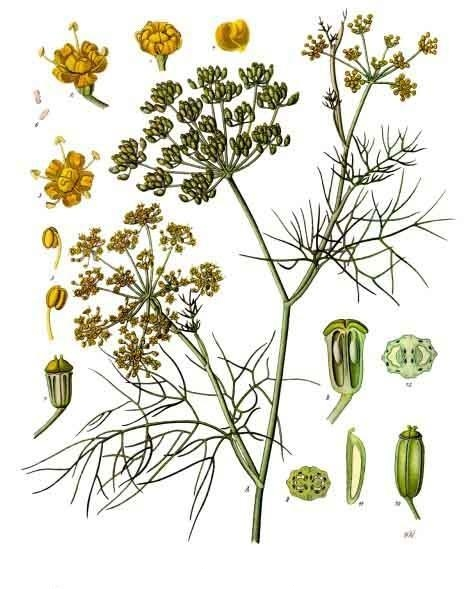
Fenouil.

Une série courante de quatre timbres est émise le 22 décembre, en carnet de deux lignes de quatre timbres et en timbres individuels.
Les timbres, dessinés par Ahmed Fekih, représentent quatre plantes médicinales courantes dans la pharmacopée tunisienne :
- un timbre, d'une valeur de 250 millimes, représentant du fenouil ;
- un timbre, d'une valeur de 600 millimes, représentant des brins de lavande ;
- un timbre, d'une valeur de 600 millimes, représentant des brins de menthe ;
- un timbre, d'une valeur de 1000 millimes, représentant des brins de marjolaine.

Chaque timbre, d'un format de 25 x 25 mm, est émis à un million d'exemplaires.